# Rezerwat przyrody Endla
Rezerwat przyrody Endla (est. Endla looduskaitseala) – rezerwat przyrody obejmujący podmokły teren zamieszkany przez bobry na wyżynie Pandivere w północnej Estonii. Na terenie parku jest 8 torfowisk z 35 wyspami bagiennymi, 6 jezior, 5 rzek i 30 większych źródeł. Lasy zajmują około 53% obszaru parku, bagna 38% z których 90% to torfowiska. 
Od 1997 roku obszar wodno-błotny o znaczeniu międzynarodowym konwencji ramsarskiej. 

## Galeria

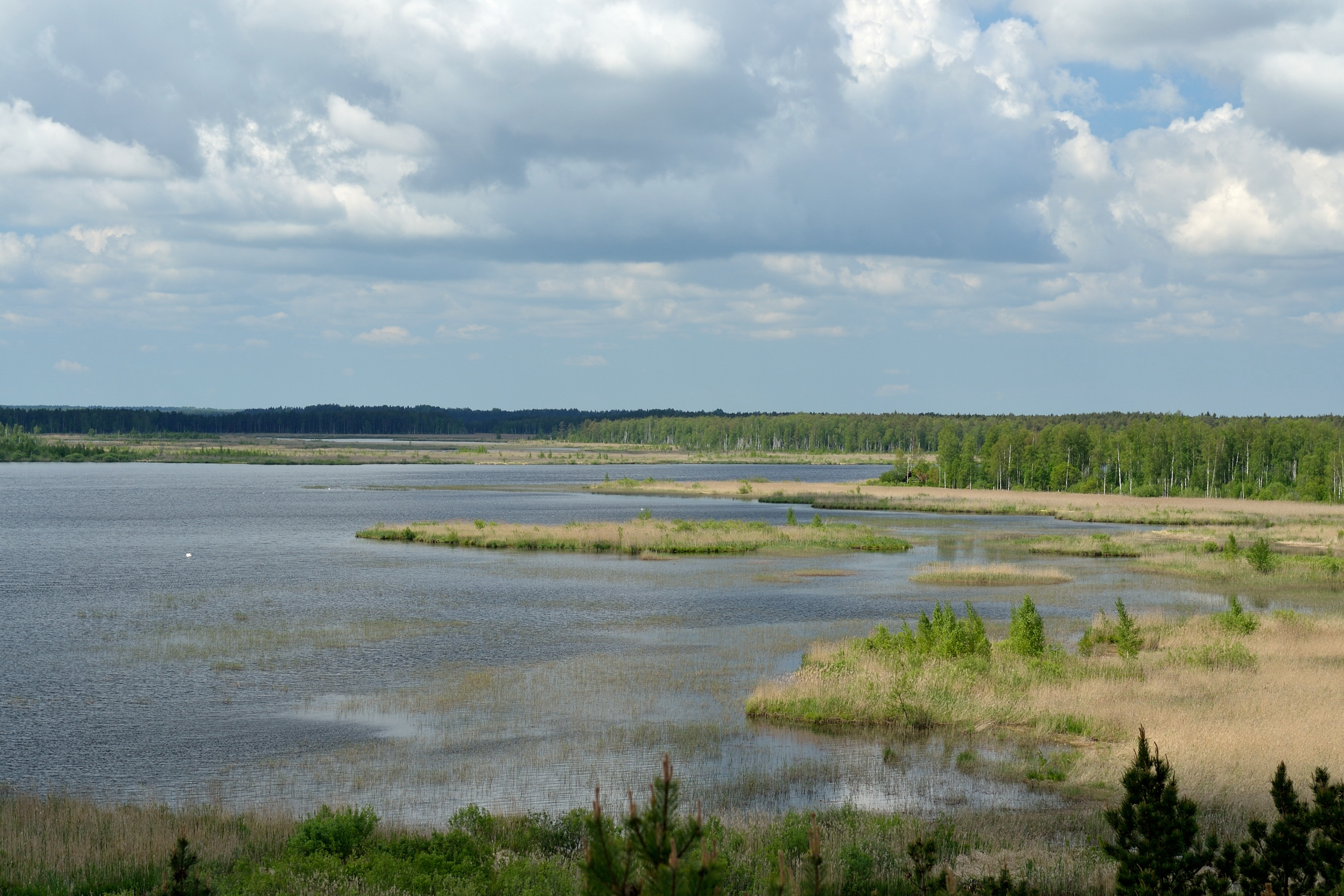
Jezioro Endla
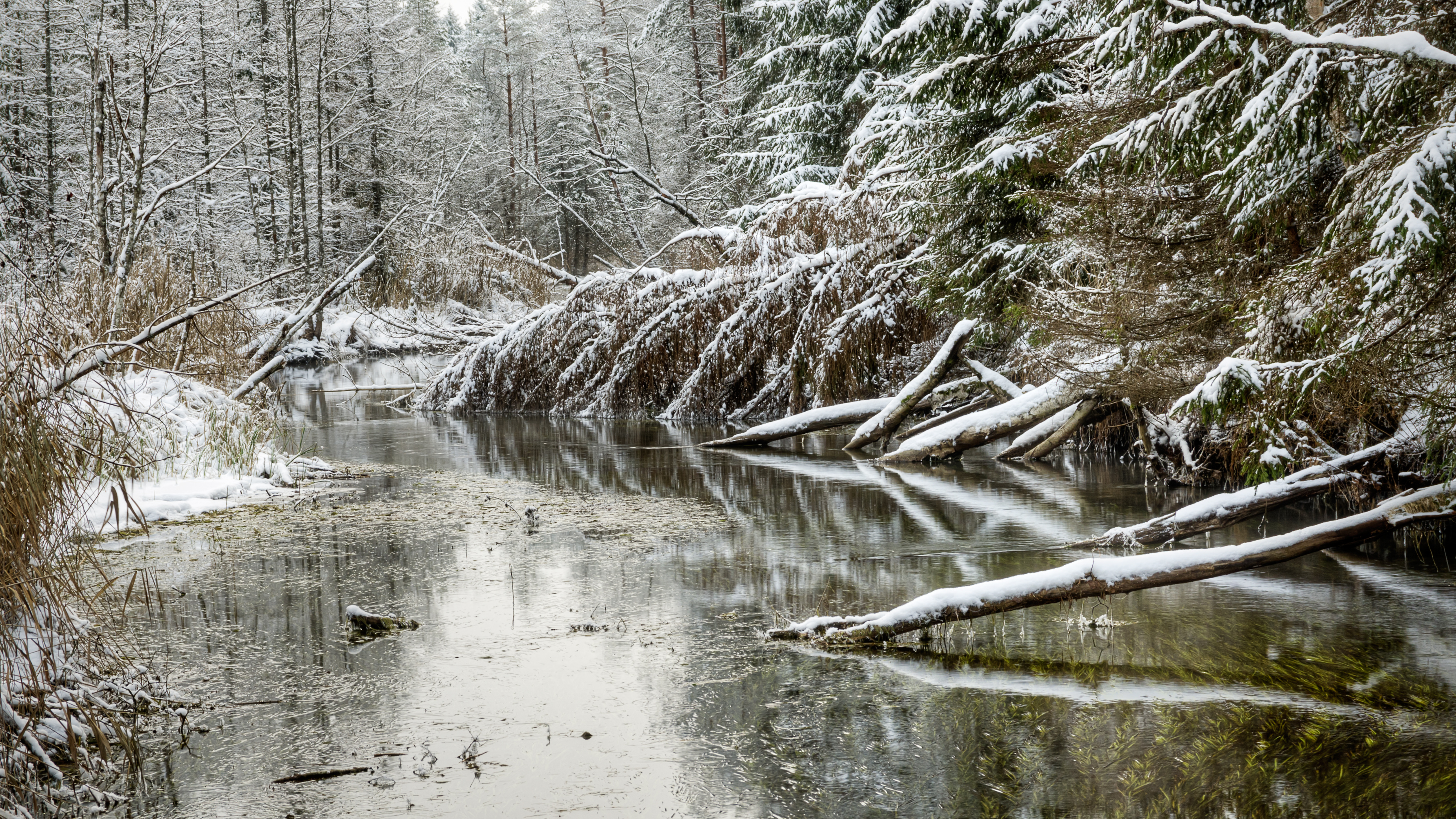
Zima w parku
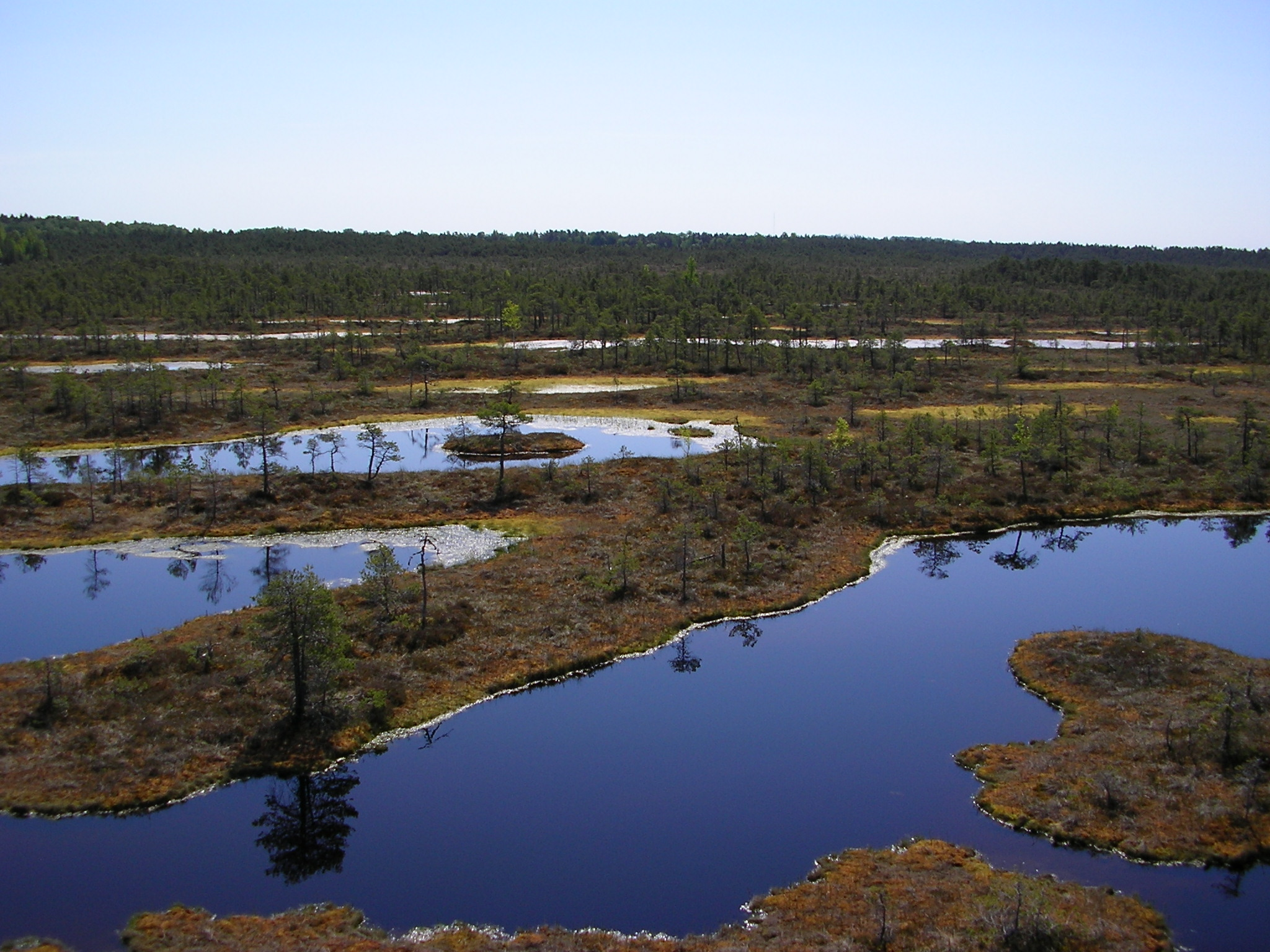
Bagno Männikjärve